# القحمة (الحديدة)

تعديل مصدري - تعديل

القحمة هي إحدى قرى مديرية زبيد، التابعة لمحافظة الحديدة اليمنية، بلغ تعداد سكانها 3064 نسمة حسب الإحصاء الذي جرى عام 2004.